# مرجع بین‌المللی یون‌کره
مرجع بین‌المللی یون‌کره یک پروژه علمی دائمی میانوند است که از سال ۱۹۶۹-۱۹۶۸ با همکاری کمیته پژوهش فضایی و انجمن بین‌المللی علوم رادیویی انجام می‌شود. از سال ۱۹۹۹ (میلادی) این مرجع، یک مدل تجربی استاندارد بین‌المللی برای یون‌کره زمین است. برای یک مکان جغرافیایی، ساعت، و تاریخ مشخص، مرجع بین‌المللی یون‌کره، اندازه میانگین ماهانه چگالی الکترونی، دمای الکترون و یون، و ترکیب مولکولی یون‌ها در محدوده فرازای ۵۰ تا ۲۰۰۰ کیلومتر را نشان می‌دهد. آخرین استاندار ارائه شده، IRI-۲۰۱۶ است. مدل IRI-Plas مرجع بین‌المللی یون‌کره، پلاسماکره را نیز پوشش می‌دهد.

## تاریخچه
کارل راور نخستین رئیس گروه مشترک کمیته پژوهش فضایی و انجمن بین‌المللی علوم رادیویی برای مرجع بین‌المللی یون‌کره بین سال‌های ۱۹۶۸ (میلادی) تا ۱۹۸۴ (میلادی)، تلاش کرد که آن را به شکل مدل میانگین ماهانه یون‌کره زمینی بر پایه اندازه‌گیری قابل اعتماد داده به‌دست آمده از روش‌های زمینی و فضایی بسازد. ناهماهنگی‌های بین دو سازمان با گفتگوهای پیچیده‌ای حل شدند. پس از یک دهه، گردآوری داده، نخستین گروه جدول‌ها در سال ۱۹۷۸ (میلادی) ارائه شدند. کد منبع رایانه آن الگول بود که در ادامه به فورترن تغییر یافت. در ۱۹۸۶ (میلادی) کد منبع مرجع بین‌المللی یون‌کره بر روی فلاپی‌دیسک و سپس در وب در دسترس شدند. این مدل، بر پایه نتیجه‌های به‌دست آمده از نشست‌های گروه کاری (که معمولاً در هنگام نشست کمیته پژوهش فضایی برگزار می‌شود) هر سال بهبود می‌یابد. از ۱۹۹۹ (میلادی) مرجع بین‌المللی یون‌کره برای یون‌کره زمینی به مانند "استاندارد بین‌المللی" است.

## درونمایه
استفاده از مرجع بین‌المللی یون‌کره (که هنوز گزینه‌ای برای استفاده است) مانند مدل بخش ارتباط رادیویی اتحادیه بین‌المللی مخابرات بود که با توجه به پخش موج‌های رادیویی از طریق یون‌کره توسعه داده شده بود و دو پارامتر را تعیین می‌کرد که یکی وابستگی کمی به بیشینه چگالی الکترون و دیگری به بیشینه فرازای یون‌کره دارد. هر دو پارامتر بر پایه یونوگرام درهمه ایستگاه‌های ژرفاسنجی یون‌کره تعیین می‌شوند. دو دانشمند، بزرگی چنین داده‌ای که از سراسر زمین به‌دست آمده بود را با یک روش ترکیبی بررسی کردند که در آن آنالیز فوریه در زمان با آنالیز چندجمله‌ای‌های لژاندر ضریب‌های فوریه جهانی ترکیب می‌شدند. همزمان، بیشتر، مدل‌های منطقه‌ای بکار می‌روند. زیرا عملکرد منطقه‌ای آنها بهتر است.
مدل مرجع بین‌المللی یون‌کره میانگین ماهانه چگالی الکترون، دمای الکترون و یون، و درصد نسبی چندین یون گوناگون با بار الکتریکی مثبت (O+ ،H+ ،He+ ،N+ ،NO+،O+2، و یون‌های خوشه‌ای) را مشخص می‌کند. این مدل می‌تواند تغییر این مقدارها را با تغییر فرازا، طول جغرافیایی، عرض جغرافیایی، ساعت، و تاریخ نشان دهد. همچنین می‌تواند از شاخص‌های خورشیدی، یون‌کره، و میدان مغناطیسی زمین برای بهبود مدل استفاده کند. ممکن است اندازه کلی الکترون عمودی به‌دست آید. نگاره نشان‌داده شده از پیش‌بینی مدل مرجع بین‌المللی یون‌کره که طول جغرافیایی را در برابر عرض جغرافیایی نشان می‌دهد.